# Franklin National Bank
La Franklin National Bank di New York, con sede nella Franklin Square di Long Island, è stata un tempo la ventesima banca per volume d'affari negli Stati Uniti.
L'8 ottobre 1974 fallì in circostanze (all'epoca) oscure. In seguito le indagini evidenziarono le pesanti responsabilità del banchiere Michele Sindona nel collasso finanziario.
Il crollo della Franklin National Bank fu lo scandalo finanziario più grande nella storia degli Stati Uniti fino a quel momento.

## Storia
La banca venne fondata come Franklin Square National Bank nel 1926 (e cambiò il nome in Franklin National Bank nel 1947).
Dal 1934 ne fu direttore Arthur Thomas Roth, e CEO nel 1946.
Nel 1964 la Franklin aprì filiali a New York e nel 1967 si fuse con la Federation Bank & Trust Company.
Nel 1968 Roth fu sostituito come CEO dal suo protetto, Harold Gleason, dopo che la banca aveva manifestato problemi di credito e nel 1970 Roth perse la posizione di direttore venendo espulso e fu Gleason quindi a divenirne CEO, invitando Laurence Tisch come proprio vice, dato che quest'ultimo deteneva il 22% della proprietà.
Nel 1972 Michele Sindona, che aveva all'epoca legami con la mafia, la loggia massonica P2 e l'amministrazione Nixon, ne acquistò il controllo da Laurence Tisch, chairman della Loews Corporation. In seguito Tisch venne riscontrato in conflitto d'interessi e ciò aiutò Sindona a completare il processo di acquisizione della banca.
Come risultato dell'acquisizione della banca, Sindona ebbe la possibilità di operare nel mercato americano usando la propria abilità finanziaria nel trasferire fondi, creare lettere di credito e commerciare in valute straniere per gettare le basi di un impero finanziario negli Stati Uniti. Usò inoltre i propri agganci con il governo Nixon e il Partito Repubblicano per assicurarsi che il proprio background non gli impedisse di diventare vice chairman e azionista di maggioranza.
Nel 1974 l'amministrazione rilevò però forti perdite e i correntisti iniziarono a prelevare il proprio denaro, obbligando la banca a prendere un prestito di un miliardo di dollari dalla Federal Reserve Bank.
L'8 ottobre 1974 la banca fu dichiarata insolvente per bancarotta fraudolenta, con forti perdite di capitali per speculazioni in valuta straniera e una cattiva politica di gestione dei prestiti.
Nel 1979 gli amministratori della banca vennero processati presso la Corte Federale a New York, e condannati. In Italia intanto Giorgio Ambrosoli, che si stava occupando del collasso finanziario di Sindona, morì in un omicidio il cui mandante era lo stesso Sindona.